# Kletište
Kletište is een plaats in de gemeente Kutina in de Kroatische provincie Sisak-Moslavina. De plaats telt 120 inwoners (2001).